# Naucoria melinoides
Naucoria melinoides är en svampart som först beskrevs av Pierre Bulliard (v. 1742–1793), och fick sitt nu gällande namn av Paul Kummer 1871. Naucoria melinoides ingår i släktet skrälingar och familjen Strophariaceae.   Inga underarter finns listade i Catalogue of Life.